# Mīān Talān
Mīān Talān (persiska: اُولادِ بَهار, ميان تلان) är en ort i Iran.   Den ligger i provinsen Chahar Mahal och Bakhtiari, i den centrala delen av landet, 500 km söder om huvudstaden Teheran. Mīān Talān ligger 1 852 meter över havet och antalet invånare är 188.
Terrängen runt Mīān Talān är kuperad söderut, men norrut är den bergig. Runt Mīān Talān är det ganska glesbefolkat, med 38 invånare per kvadratkilometer. Närmaste större samhälle är Māl-e Khalīfeh, 4,8 km sydost om Mīān Talān. Omgivningarna runt Mīān Talān är i huvudsak ett öppet busklandskap.